# Pieve di Lugano
La pieve di Lugano o pieve di San Lorenzo era il nome di un'antica pieve della diocesi di Como e del baliaggio di Lugano con capoluogo Lugano.
Il patrono era san Lorenzo, al quale è ancora oggi dedicato il duomo cittadino.

## Storia
La pieve di Lugano fu una delle più antiche dipendenze di Como e del Contado del Seprio. Agli inizi del Rinascimento la pieve religiosa, come tutte quelle del Ducato di Milano, assunse anche una funzione amministrativa.
Nel 1512 l'intero territorio subì l'invasione dei confederati elvetici, che iniziarono una guerra quadriennale contro la Francia per il controllo del Nord Italia, conclusasi nel 1516 con il Trattato di Friburgo che segnò la definitiva annessione alla Svizzera della pieve di Lugano che, con quelle di Agno, Riva e Capriasca entrò nel neocostituito Baliaggio di Lugano, dipendenza diretta della Confederazione.
La pieve amministrativa e quella religiosa terminarono in periodi diversi: per la prima fu fatale l'invasione giacobina del 1798, allorquando fu trasformata nel nuovo e più moderno Distretto di Lugano, mentre la seconda terminò il secolo successivo quando il governo federale, come stava accadendo ovunque, pretese la rettifica dei confini ecclesiastici su quelli politici, e venne dunque creata una diocesi luganese separata da Como.